# Tacinga
Tacinga Britton & Rose – rodzaj sukulentów z rodziny kaktusowatych (Cactaceae). Rodzaj liczy kilka gatunków występujących w północno-wschodniej Brazylii.

## Systematyka
Rodzaj Tacinga jest czasem włączany do rodzaju Opuntia Mill.
Pozycja systematyczna według APweb (aktualizowany system APG III z 2009)
Należy do rodziny kaktusowatych (Cactaceae) Juss., która jest jednym z kladów w obrębie rzędu goździkowców (Caryophyllales)  i klasy roślin okrytonasiennych. W obrębie kaktusowatych należy do plemienia Opuntieae, podrodziny Opuntioideae.
Pozycja w systemie Reveala (!993-1999)
Gromada okrytonasienne (Magnoliophyta Cronquist), podgromada Magnoliophytina Frohne & U. Jensen ex Reveal, klasa Rosopsida Batsch, podklasa goździkowe (Caryophyllidae Takht.), nadrząd  Caryophyllanae Takht.,  rząd goździkowce (Caryophyllales Perleb), podrząd Cactineae Bessey in C.K. Adams, rodzina kaktusowate (Cactaceae Juss.), rodzaj Tacinga Britton & Rose.
Gatunki
- Tacinga braunii Esteves
- Tacinga inamoena (K.Schum.) N.P.Taylor & Stuppy
- Tacinga palmadora (Britton & Rose) N.P.Taylor & Stuppy

## Zagrożenia
Ze względu na utratę siedlisk obserwuje się spadek liczebności populacji dwóch gatunków: Tacinga braunii i Tacinga werneri. Gatunki te uznane zostały za zagrożone wyginięciem i wpisane do Czerwonej księgi gatunków zagrożonych (kategoria zagrożenia VU). Pozostałe gatunki rodzaju rozpoznano jako najmniejszej troski (kategoria zagrożenia LC).